# Monticello Conte Otto
Monticello Conte Otto är en ort och kommun i provinsen Vicenza i regionen Veneto i Italien. Kommunen hade 9 020 invånare (2018).